# Nando's
Nando's ( /ˈnændoʊz/、南非語：[ˈnandœs] ) 是一家南非跨国休闲快餐连锁店，其招牌菜為葡萄牙風的火烤霹靂霹靂鸡。 
Nando's于1987年在約翰尼斯堡成立，在世界各地共有約1,200家分店。其Logo為巴賽羅斯公雞，是葡萄牙常见的吉祥物。该公司由迪克·恩多芬拥有，在他2022年去世後由其家族所有。

## 歷史

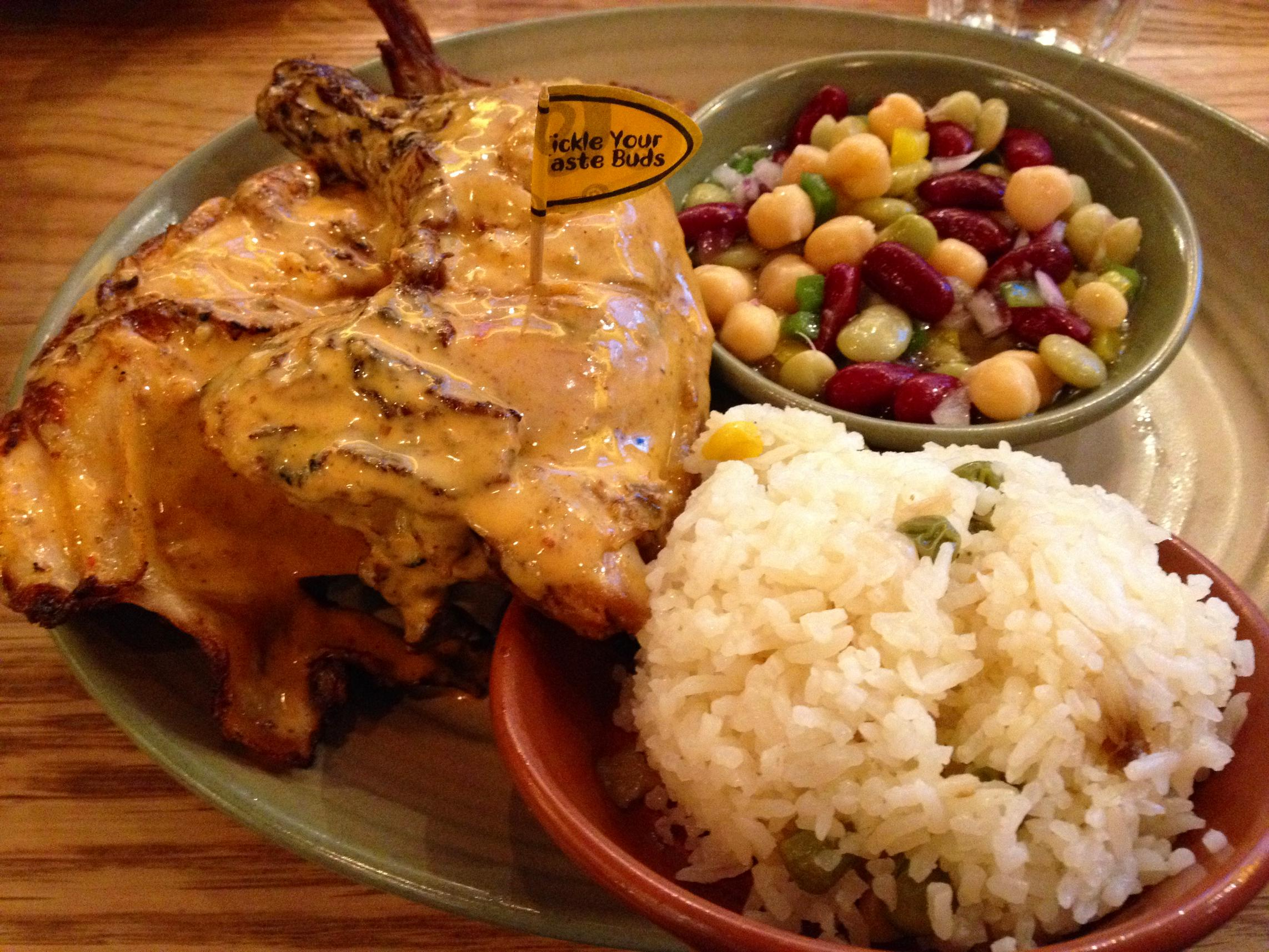
Nando's 的火烤霹靂霹靂雞

這間餐廳於1987年在約翰尼斯堡羅塞滕維爾創立，由葡萄牙出生的費爾南多·杜阿爾特（Fernando Duarte）與南非出生的羅伯特·布羅辛共同創辦。他們在光顧一家名為 Chickenland 的葡萄牙莫桑比克外賣店並嘗試了霹靂霹靂雞後，便以約8萬南非蘭特（當時約合25,000英鎊）買下該餐廳。兩人以費爾南多長子的名字將餐廳改名為Nando's。1989年，該餐廳已在約翰尼斯堡開設三家分店，而在葡萄牙也有一家。1992年，Capricorn Ventures International 收購該品牌。同年，在英國開設首家分店。
2010年，《广告时代》將 Nando's評為全球30個最熱門的行銷品牌之一，與塔塔纳努、MTN集团和Natura並列。同年，《衛報》因Nando's在英國的成功而表示，Nando's是一個現代餐廳品牌，已「改變了英國速食的面貌」。Nando's的第1,000間分店於2012年開業。截至2014年7月，Nando's 餐廳集團最終由南非商人迪克·恩多芬及其家族的 Yellowwoods 公司擁有。其子羅比·恩多芬於1993年接手經營餐廳，負責在英國擴展連鎖店。
2018年，美國求職網站Indeed根據數百萬則員工評價與評論，將Nando's評為英國私營部門第六佳雇主。